# 天恆站

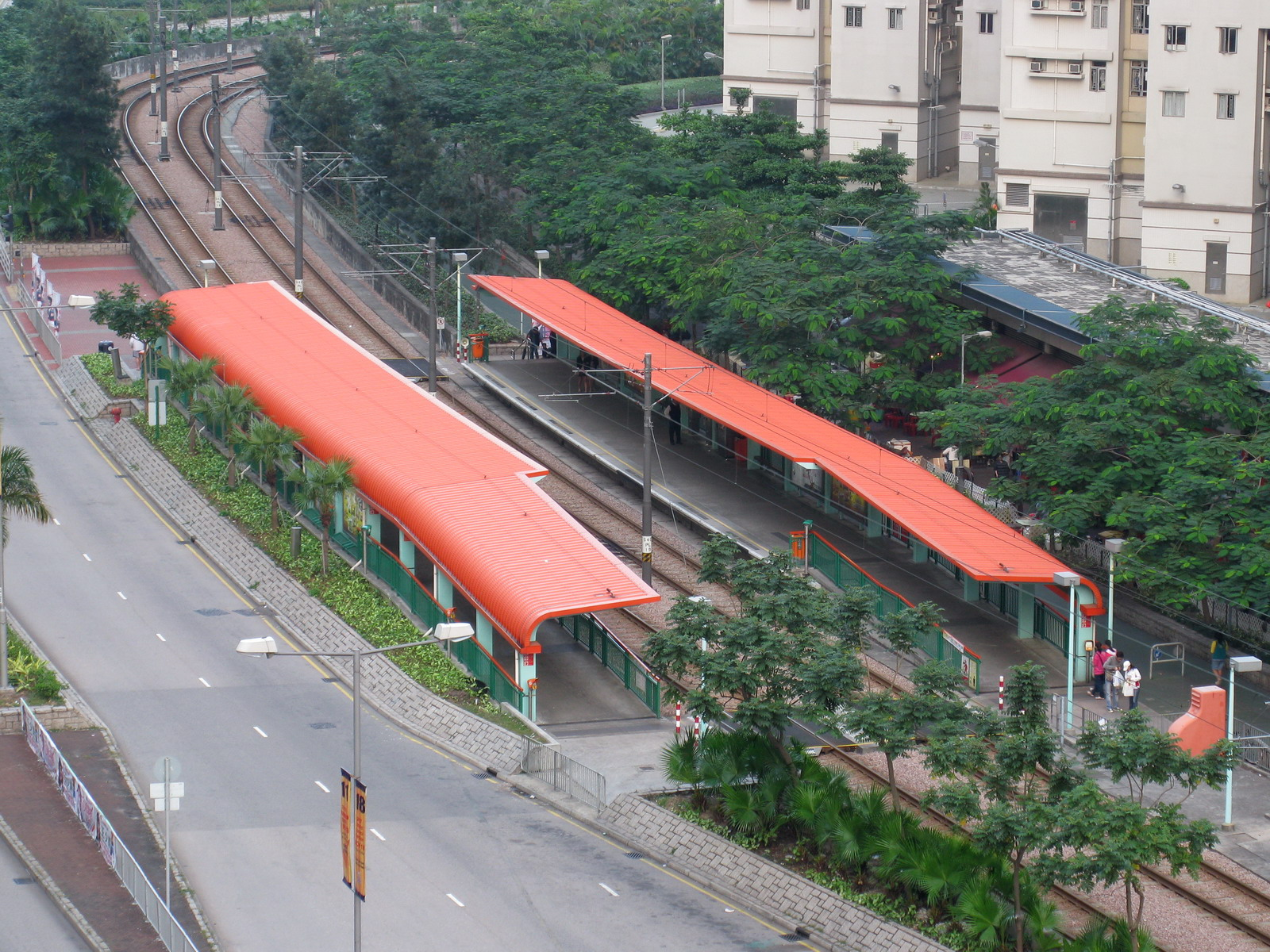
俯瞰天恒站

天恒站（英語：Tin Heng Stop），屬香港輕鐵站，車站編號是540，屬於單程車票第5A收費區。此站位於香港新界元朗天水圍的天瑞路近天恒邨，為天恆及周邊地區居民提供服務。

## 車站結構

### 樓層
| 地面              | 出口 | 俊宏軒 |   |  |
| 地面              | 月台 | \| 側式 · 開左邊车门 \| \| \| \| \| \| \| \| 輕鐵706綫天水圍循環綫（濕地公園） \| 1 \| \| \| \| 2 \| 輕鐵705綫天水圍循環綫（天逸） \| \| \| \| 側式 · 開左邊车门 \| \| \| \| \| |   |  |
| 地面              | 出口 | 天瑞路、天恒邨 |   |  |
| 側式 · 開左邊车门 |      | |   |  |
|                   |      | 輕鐵706綫天水圍循環綫（濕地公園） | 1 |  |
|                   | 2    | 輕鐵705綫天水圍循環綫（天逸） |   |  |
| 側式 · 開左邊车门 |      | |   |  |

### 車站周邊
- 天恒邨
- 天恒邨停車場
- 俊宏軒
- 順德聯誼總會翁祐中學
- 順德聯誼總會伍冕端小學
- 元朗公立中學校友會鄧英業小學
- 聖公會天水圍靈愛小學

## 外部連結
- 港鐵公司 - 輕鐵及巴士服務 - 輕鐵街道圖 （页面存档备份，存于）
- 港鐵公司 - 輕鐵及巴士服務 - 輕鐵行車時間表 （页面存档备份，存于）
- 港鐵公司 - 輕鐵及巴士服務 - 所有輕鐵街道圖（14張） （页面存档备份，存于）
- 香港鐵路大典上的相关条目：天恆站